# Neamblysomus
{{Bảng phân loại
| image = Taupe doree.jpg
| image_caption = 
| regnum = Animalia
| phylum = Chordata
| classis = Mammalia
| ordo = Afrosoricida
| familia = Chrysochloridae
| genus = Neamblysomus
| genus_authority = Roberts, 1924
| type_species = Chrysochloris gunningi Broom, 1908.
| type_species_authority = 
| synonyms = 
| fossil_range = 
| subdivision_ranks = Các chi
| subdivision = {{species list 
|[[Roberts, 1924
|Chrysospalax|Gill, 1883
|[[Lacépède, 1799
|Cryptochloris|Shortridge & Carter, 1938
|[[Lundholm, 1955
|Chlorotalpa|Roberts, 1924
|[[Mivart, 1867
|Amblysomus|Pomel, 1848
|Neamblysomus|Roberts, 1924
}}
| name = Neamblysomus
}}
Neamblysomus là một chi động vật có vú trong họ Chrysochloridae, bộ Afrosoricida. Chi này được Roberts miêu tả năm 1924. Loài điển hình của chi này là Chrysochloris gunningi Broom, 1908.

## Các loài
Chi này gồm các loài: